# علاج الجنف
يعد تدبير الجنف معقدًا ويحدد بشكل أساسي حسب نوع الجنف المصادف: متلازمي أو خلقي أو عصبي عضلي أو مجهول السبب. تحدد خيارات علاج الجنف مجهول السبب جزئيًا من خلال شدة الانحناء ونضج الهيكل العظمي، ما يساعد في التنبؤ باحتمالية التقدم. يجب أن يكون العلاج غير الجراحي (العلاج المحافظ) استباقيًا مع التدخل الذي يجرى مبكرًا حيث حصل على أفضل النتائج في 10-25 درجة من الجنف وهو مؤشر جيد لبدء العلاج قبل إجراء المزيد من التغييرات الهيكلية داخل العمود الفقري. صنفت خيارات العلاج تاريخيًا إلى الأنواع التالية:
1. المراقبة
2. التدعيم
3. العلاج الطبيعي المتخصص
4. الجراحة

بالنسبة للبالغين، يركز العلاج عادةً على تسكين أي ألم:
1. الأدوية المسكنة للألم
2. التقوية
3. ممارسه الرياضة
4. الجراحة

يعتمد علاج الجنف مجهول السبب أيضًا على شدة الانحناء، وإمكانية العمود الفقري لمزيد من النمو، وخطر تطور الانحناء.
عادة ما يعالج الجنف الخفيف (انحراف أقل من 30 درجة) من خلال المراقبة فقط. ومع ذلك، فقد ربط تطور جنف المراهقين مجهول السبب بالنمو السريع، ما يشير إلى أن المراقبة وحدها غير كافية لأن التقدم يمكن أن يحدث بسرعة أثناء طفرة نمو البلوغ. كما أظهرت دراسة أخرى أن ذروة معدل النمو خلال فترة البلوغ يمكن أن تكون في الواقع أعلى لدى الأفراد المصابين بالجنف من أولئك الذين لا يعانون من الجنف، ما يؤدي إلى تفاقم مشكلة التدهور السريع في منحنيات الجنف. الجنف الحاد إلى حد ما (30-45 درجة) عند الطفل الذي ما يزال في طور النمو يتطلب دعمًا. وجدت دراسة أجراها وينشتاين وآخرون عام 2013 أن التقوية الصلبة تقلل بشكل كبير من تدهور المنحنيات في نطاق 20-45 درجة ووجدت أن 58% من الأطفال الذين يتلقون المراقبة فقط تقدموا إلى النطاق الجراحي. تنص الإرشادات الحديثة التي نشرتها الجمعية العلمية لجراحة تقويم العمود الفقري وعلاج إعادة التأهيل (SOSORT) في عام 2016 على أنه يوصى باستخدام الدعامة في المرضى الذين يعانون من الجنف التطوري مجهول السبب فوق 25 درجة مئوية أثناء النمو بناءً على مراجعة الأدبيات العلمية الحالية. يمكن علاج الانحناءات الشديدة التي تتطور بسرعة جراحيًا بوضع قضيب العمود الفقري. وبالتالي، فإن الاكتشاف المبكر والتدخل المبكر قبل طفرة نمو البلوغ يوفران أكبر قدر من التصحيح والوقاية من التقدم إلى النطاق الجراحي. في جميع الحالات، فإن التدخل المبكر يقدم أفضل النتائج. تشهد مجموعة متزايدة من الأبحاث العلمية على فعالية برامج العلاج المتخصصة للعلاج الطبيعي، والتي قد تشمل الدعامات.

## العلاج الفيزيائي
يساعد المعالجون الفيزيائيون والمعالجون المهنيون أولئك الذين عانوا من إصابة أو مرض على استعادة القدرة على المشاركة في الأنشطة اليومية أو الحفاظ عليها. بالنسبة لأولئك الذين يعانون من الجنف، يمكن للمعالج الطبيعي و/أو المعالج المهني تقديم المساعدة من خلال التقييم والتدخل والتقييم المستمر للحالة. يساعدهم هذا في إدارة الأعراض الجسدية و/أو استخدام تقنيات تعويضية حتى يتمكنوا من المشاركة في الأنشطة اليومية مثل الرعاية الذاتية والإنتاجية وأوقات الفراغ.
تدخل واحد ينطوي على تمتين. خلال العقود العديدة الماضية، طورت مجموعة كبيرة ومتنوعة من أجهزة التدعيم لعلاج الجنف. تظهر الدراسات أن منع القوة الجانبية عبر المفصل عن طريق الدعامة يمنع المزيد من الانحناء للعمود الفقري في الجنف مجهول السبب، بينما أظهرت دراسات أخرى أيضًا أنه يمكن استخدام الأقواس من قبل الأفراد المصابين بالجنف أثناء الأنشطة البدنية. من المهم أن نلاحظ أن الجنف ليس مجرد تشوه جانبي أو جانبي، ولكنه يحدث في ثلاثة أبعاد حيث غالبًا ما يوجد مكون دوراني.
تشمل التدخلات الأخرى استراتيجيات الوضعية، مثل التدريب على وضعية الجلوس والوقوف والنوم، وفي استخدام دعامات تحديد الموضع مثل الوسائد والأوتاد واللفائف والكورسيهات.
تستخدم أيضًا استراتيجيات تكيفية وتعويضية للمساعدة في تسهيل عودة الأفراد إلى الأنشطة اليومية.

### تمارين خاصة بالجنف
عثر على تمارين محددة للجنف لتحسين نتائج العلاج عند استخدامها بالإضافة إلى التدعيم ومعايير الرعاية الأخرى. تتضمن تمارين الجنف المحددة طرقًا مثل تمارين سكروتش والتي تهدف تحديدًا إلى تصحيح الاختلافات الجمالية وتقوية العضلات والأنسجة الضامة التي قد تكون ضمرت نتيجة الجنف والوضعية غير المتكافئة. يجب استخدام تمارين سكروتش وغيرها من التدريبات الخاصة بالجنف جنبًا إلى جنب مع معايير الدعم وغيرها من معايير الرعاية، وتجرى تحت إشراف مدرب متخصص لضمان فعالية التمارين واستهداف نمط منحنى الفرد بحيث تكون العضلات الصحيحة بطور التعزيز. تقوية عضلات العمود الفقري هو إجراء وقائي حاسم. وذلك لأن عضلات الظهر ضرورية عندما يتعلق الأمر بدعم العمود الفقري والحفاظ على الشكل المناسب للعمود الفقري. من التمارين التي سوف تساعد على تحسين قوة عضلات الظهر، الصفوف وإطالة الساقين والذراعين. قد تكون تمارين المقاومة المرنة قادرة أيضًا على الحفاظ على تطور انحناء العمود الفقري. هذا النوع من التمارين قادر على الحفاظ على التقدم من خلال معادلة قوة عضلات الجذع الموجودة في كل جانب من الجسم.

### العناية بالنفس
غالبًا ما تؤثر الإعاقة الناتجة عن الجنف، فضلًا عن القيود الجسدية أثناء التعافي من الجراحة المرتبطة بالعلاج، على قدرة الفرد على أداء أنشطة الرعاية الذاتية. من أولى علاجات الجنف محاولة منع المزيد من الانحناء في العمود الفقري. اعتمادًا على حجم الانحناء، يجري ذلك عادةً بإحدى الطرق الثلاث: التقوية أو الجراحة أو وضع الوضعية من خلال توسيد مخصص. يمكن أن يمنع وقف تطور الجنف فقدان الوظيفة في العديد من أنشطة الحياة اليومية من خلال الحفاظ على نطاق الحركة، ومنع تشوه القفص الصدري، وتقليل الألم أثناء الأنشطة مثل الانحناء أو الرفع.
غالبًا ما يشارك المعالجون المهنيون في عملية اختيار وتصنيع الوسائد المخصصة. تُستخدم دعامات الوضعية الفردية هذه للحفاظ على الانحناء الحالي للعمود الفقري، أو يمكن تعديلها للمساعدة في تصحيح الانحناء. يمكن أن يساعد هذا النوع من العلاج في الحفاظ على الحركة لمستخدم الكرسي المتحرك عن طريق منع تشوه القفص الصدري والحفاظ على نطاق نشط للحركة في الذراعين.
بالنسبة لأنشطة الرعاية الذاتية الأخرى (مثل ارتداء الملابس والاستحمام والعناية الشخصية والنظافة الشخصية والتغذية)، يمكن استخدام العديد من الاستراتيجيات كجزء من العلاج المهني. يمكن أن تشمل التكيفات البيئية للاستحمام مقعد حمام، أو قضبان إمساك مثبتة في منطقة الاستحمام، أو فوهة دش قابلة للحمل. بالنسبة للأنشطة مثل ارتداء الملابس والعناية بها، يمكن استخدام العديد من الأدوات والاستراتيجيات المساعدة لتعزيز الاستقلال. قد يوصي المعالج المهني بمد يد طويل يمكن استخدامه للمساعدة في ارتداء الملابس عن طريق السماح للشخص بتجنب الحركات المؤلمة مثل الانحناء؛ يمكن استخدام قرن الحذاء ذو المقبض الطويل لارتداء وإزالة الأحذية. يمكن معالجة المشاكل المتعلقة بالأنشطة مثل تقطيع اللحوم وتناولها باستخدام أدوات المائدة أو أدوات المطبخ أو الأطباق المتخصصة.